# JR 우에쓰 본선 탈선 사고
JR 우에쓰 본선 탈선 사고(일본어: JR羽越本線脱線事故)는 2005년 12월 25일에 우에쓰 본선의 기타아마루메 역 - 사고시 역 사이에서 폭설로 인해 발생한 열차 탈선 사고이다.

## 사고 개요
2005년 12월 25일 19시 14분경 야마가타현 히가시타가와군 쇼나이정 에노키의 동일본 여객철도(JR동일본) 우에쓰 본선 기타아마루메 역 - 사고시 역 사이의 제2 모가미가와 교량 부근에서 아키타발 니가타행 상행 특급 '이나호 14호'(열차 번호: 2014M-485계 3000번대 6량 편성·니가타 차량센터 소속 R24편성)가 교량 통과 직후에 가장 가벼운 상태였던 2량째의 탈선을 시작으로 최종 전 차량이 탈선했으며, 이 가운데 3량이 전복되어 선두 차량이 선로 옆의 양돈장(양돈·야마가타 소 비육 축사) 공동 단지내 양돈 퇴비사로 격돌하여 대파되었다. 탈선 당시의 운행 속도는 기관사의 증언 등으로 약 100km/h로 볼 수 있다.
이 사고로 선두 차량에 타고 있던 5명이 사망하고 32명이 중경상을 입었다. 또한 승객의 목격 정보의 아키타 현 내에 거주하는 어머니와 아들 2명이 차내에 갇힌 상태라고 보도되고 있었으나, 해당 승객은 이미 사고 발생 현장보다 70km 이상 앞의 우고혼조 역에서 하차하여 무사했던 것이 며칠 후에 판명되었다.
사고가 발생한 2005년 12월 야마가타 현 쇼나이 지방에서는 예년과 비교해도 심한 눈보라가 계속되고 있었고 사고 당시는 폭풍설·파랑 경보가 발령되었(위키 뉴스 기사)지만, 전선으로 이어진 온대 저기압의 따뜻한 영역에 들어가있어 '측방향 비'가 내리고 있었다. 사고의 직접적인 원인은 돌풍으로(현장 주변 주민도 "지금까지 체험한 적이 없던 것과 같은 것이었다"고 증언이 나오고있다) 주변 방풍림의 나무가 쓰러져 있는 것이 목격되는 등 원인은 국지적으로 발생한 다운버스트 또는 토네이도에 내몰린 전복 가능성이었다.
사고 당일 모가미가와 하구 남쪽에서 사고 현장까지 일직선 상으로 비닐 하우스의 붕괴와 국도 제7호 주변의 방설 펜스에 설치되어 있던 무게 105kg의 철판이 날아가 편의점 처마를 파괴하는 등 큰 피해가 발생하고 있었던 것이 확인되었다. 사고 2년 후인 2007년 12월 21일 야마가타 현 쇼나이 경찰서에 부속된 사고 수사 본부는 위촉 전문 기관의 감정 결과로 돌풍의 원인으로 "토네이도의 유형으로 보인다"고 발표했다.
사고 후 야마가타 현 경찰이 도쿄 대학 연구실에 의뢰한 풍동 실험 결과 해당 열차는 풍속 40m 이상의 돌풍에 습격당한 것으로 추정되었다. 그러나 사고 당일 기상청 사카타 기상청이 관측한 최대 순간 풍속은 21.6m, 현장 근처의 JR이 설치한 풍속계의 수치에서도 20m 정도로 매우 좁은 범위를 이동한 돌풍에 대해 관리 측에서 이상을 감지할 수 없었다.

## 사고의 배경과 책임
사고의 원인은 항공·철도 사고 조사위원회에 의한 조사가 계속되어 2008년 4월 2일에 보고서가 공표되었다. 탈선 원인으로 순간 풍속 40미터 정도의 국소적인 돌풍으로 차량이 기울어 졌다는 결론을 내렸다. 그리고 예측은 거의 불가능하며 사고는 피할 수 없었다고 밝혔다. 그리고 향후 대책으로 기상청과 철도 사업자와 행정 등의 연계나 관측망 강화 등의 실효성있는 대책이 필요하다는 소견을 밝혔다.
그 외에 당시의 상황이나 관계자의 증언 등에서 아래의 사항에 대해 논의되고 있다.

### 기관사의 과실 유무
이 열차에는 기관사(당시 29세)와 차장(당시 26세)의 2명이 승무하고 있었다. 사고 발생 당일 사고 열차는 아키타 역 출발 시간 1시간 1분의 지연이 발생하고 있었지만 도중에 바람이 부는 구간에서는 운전 지령의 지시에 따라 25km/h로 진행하는 등 안전 확보를 위한 조치를 취하고 있었다. 그 결과 사고 직전의 사카타 역 발차 시간 무렵에 1시간 8분의 지연이 발생했다. 사고 발생시에도 기관사는 스스로의 판단에 의해 보통 120km/h로 주행하는 곳을 100 - 105km/h로 감속하여 운행하고 있었던 것이 사고 후 조사에서 밝혀졌다. 무리한 정시 운행 및 회복 운행 감행 등 안전을 무시한 무모한 운행을 한 흔적은 없었다.
사고 발생 후 기관사는 곧바로 열차 무선으로 니가타 지사의 운행 지침에 따라 탈선 사고의 발생을 전하며 구조 요청을 하고, 차장과 둘이서 소방대 도착까지 구조 작업을 벌였다. 소방관이 도착했을 때 중상을 입으면서도 "나보다 먼저 승객의 구조를 부탁합니다"라고 말하고 구조 작업을 계속한다.
사고 발생 후 반년 후 아사히 신문 야마가타 현 판에 게재된 검증 기사에 따르면 우에쓰 본선 운행 경력 20년의 베테랑 기관사가 인터뷰에서 "이번 돌풍은 사전 전혀 예측이 붙지 않고, 막는 것은 불가능했다. 내가 운전해도 사고를 막을 수 없었을 것"이라고 말했다. 이 사고는 기관사의 경험과 능력의 범위를 넘는 돌풍에 의해 일어난 것으로 추정된다.
그것에 대해 마이니치 신문은 2005년 12월 27일 사설에서 "이 노선을 몇번이나 운행하는 기관사라면, 바람 소리를 듣고 바람의 숨결을 느낄 수 있었을 것이다"와 사고의 원인은 돌풍이 아니라 운전사의 경험 부족에 의한 인재이므로 무모한 운행을 감행한 JR동일본의 운행 관리 체제를 비판했다. 고속 주행 중 기관사로서 판단은 곤란하고, 지상 판단으로 전부 막지 못했다는 점에서 사설은 지나친 감이 있었다. 이 사설 게재 후 마이니치 신문에는 "바람의 숨결을 느끼다니 비과학적이다"라고 비판이 쇄도하여 2006년 2월 7일 마이니치 신문사 측이 검증 기사에서 과학적 견해를 무시한 감정에 치우친 지나친 비판이 있었음을 시인했다. 그 때 지면에는 외부인에 의해 구성되는 '열린 신문' 위원회에서 위원들의 사설에 대한 발언을 사과 기사를 대신하여 게재하고 있다. 위원들의 발언으로 사설에 대한 비판 의견은 게재되고 있지만 "사설은 학술 논문이 아니다. 기자의 감정이 흥분, 우려가 나타나는 것은 당연하다. 사설에 냉정함만을 요구하는 것은 잘못이다" 등의 자사를 옹호하는 의견도 올렸다. 이것이 "반성한 것이 아니다"로 알려져 더욱 비판을 받았다.
재경의 와이드 쇼나 잡지 가운데에는 그 해 4월 25일 발생한 JR 후쿠치야마 선 탈선 사고와 인과를 연계하여 사고의 원인은 JR 동일본의 사내 체제에만 있는 인재라고 하여 검증을 기다리지 않은채 단정하거나 이에 영합하고 감정적으로 비판하는 시사평론가도 존재했다.

### 운행 관리 체제와 설비 문제
한편 조에쓰 선 연안 지역은 겨울이 되면 자주 눈보라 경보가 발령되고 당시에도 눈보라, 파랑 경보가 발령되어 대규모 한랭 전선과 통칭 '폭탄 저기압'발생이 예측되었다. 실시간 기상 레이다에는 한랭 전선 전방 인근에 집중된 통상 겨울 적란운의 2배 이상 고도에 이르는 대규모 적란운이 사고 현장 부근에 걸리는 것이 관측되고 극심한 천둥을 동반한 눈폭풍이었지만, 이 정보가 철도 측에서는 전혀 이용되지 않았다. 원래 사고 당시 니가타 지사의 지령실에 설치된 기상청에서 경보·주의보 등 기상 정보를 수신하기 위한 팩스가 며칠 전부터 고장난 채로 되어 있어 눈보라·파랑 경보를 수신할 수 있는 상태가 아닌 것도 나중에 드러났다.
경보 발령 당시에도 극한에 가까운 생활 노선이었던 성격으로 경보 발령을 유지할 수 없는 사정이 있다고는 하나 운행 중지 등의 조치를 강구하지 않고 운행을 계속한 점에서는 JR 측에 일정한 책임을 묻는 일도 도의적으로는 가능할 여지도 있다. 또한 기상 정보 활용법의 구체적 연구의 필요가 있다고 생각되며 기상청도 일단 '기상 정보 공유'를 JR 동일본에 대해서 제안하고 있지만 사고 시점에서는 기상 정보도 이에 기초한 감속·억제 기준도 없었다.
사고 전날인 12월 24일 아키타 지사 관내에서 수송 지령의 운행 오판에 의한 것으로 보이는 운행 사고가 발생하여 해당 승객에 의해 인터넷 게시판에 올라왔다. 터널 출구에 눈덩이가 발생한 것이 수송 지령에 전달되지 않고 선행의 특급이 문제없이 통과했다며 운행을 지시하고 그 결과 열차가 터널 출구에서 갇혔던 것이었다. 수송 지령이 판단한 선행의 특급은 그날 도중에 운행을 중단하고 해당 구간을 운행하지 않았다. 이 사실을 알고 있던 해당 열차의 운전사는 대향 열차의 승무원에게서 "눈덩이가 있다"의 정보를 듣고 터널 출구 앞에서 감속했기 때문에 탈선 등의 사태를 면했다.
또한 사고 현장이 된 '제2 모가미가와 교량' 부근에는 산인 선 아마루베 철교 열차 추락사고로 문제가 된 패들형 풍차의 풍속계(바람이 수평 방향에서 크게 기울 경우 정확한 풍속을 계측할 수 없게 된다)을 사용했다.
또한 기존에는 역장의 현장 관측으로 풍속 20m 이상 인정된 경우 수송 지령원에 보고할 의무 규정이 있었으나 풍속계와 자동 방재 시스템 등의 정비를 이유로 2002년 3월 폐지되었었다.
아마루베 철교 열차 전락 사고는 "경보 장치가 작동하고 있었음에도 불구하고 운행을 실시한"것으로 1994년에 발생한 네무로 본선의 열차 전복 사고는 "경보 장치의 고장을 방치해 이상을 검지하지 못했다"로 각각 입건되었으나 1994년에 발생한 산리쿠 철도 열차 전복 사고는 "돌발적인 폭풍으로 열차가 전복할 만큼의 돌풍 예측은 어려웠다"로 기소 유예 처분을 받았다.
2009년 12월 21일 야마가타 현 경찰은 당시의 JR동일본 니가타 지사의 수송과 지령실장 등 3명을 업무상 과실치사상 혐의로 불구속 입건했지만 2010년 3월 19일 야마가타 지검은 돌풍의 예측은 불가능했다고 판단하여 불기소했다.
덧붙여 2007년 현재 사고의 보상 협상은 순조롭게 진행되었으며 이미 몇 명의 사고 피해자에 대해서는 보상 합의가 성립되었다.

## 구조활동
사고 후 다음과 같은 구조 활동으로 많은 인명피해가 감소되었다.

### 야마가타 현립 일본해 병원의 대응
이 사고는 야마가타 현 사카타 시의 야마가타 현립 일본해 병원의 대응이 빨랐다.
일본해 병원에서는 그 해 12월 3일 유사시를 상정한 대응 훈련을 실시한 전례가 있으며 이 훈련이 보름 후에 발생한 사고 현장에서 도움이 되었다. 일본해 병원은 사고 발생의 소식을 받으면 즉시 응급 의료센터부 센터장과 간호사로 구성된 의료팀을 사고 현장에 파견했다.
21시 전에 현장에 도착하여 구조대와 함께 한 사람이 겨우 들어갈 정도의 좁은 구조 현장에 들어가 요구조자에 점적 투여 등의 치료를 하고 구조대에 대해서는 의학적인 조언을 했다. 따라서 충돌 증후군 등을 방지하고 사망자 증가 및 구조자의 후유증을 막을 수 있었다. 일본해 병원 내에서도 전체 의사를 긴급 소집하고 구조자가 도착할 때까지의 사이에 목받침 부분의 트리아제 태그(이름·증상·요양의 상황 등을 일람할 수 있는 보드)를 대량으로 준비하는 등 초동 신속하게 대응했다.
쇼나이 아마루메 병원 등 구조자가 후송된 다른 병원에서도 구급차 등 구급대원과 병원과의 대화·연수가 다른 지역에 비해 활발하게 이루어지고 있었으며 구급대원과 의사와 제휴도 조밀하게 이루어졌다.

### 구조활동
사고 발생 직후부터 지역 사카타 지구 소방 조합을 중심으로 야마가타 현 쇼나이 지방에서 쓰루오카 시 소방 본부, 모가미 지방에서 모가미 광역 소방 본부, 무라야마 지방에서 덴도시 소방 본부, 오바나자와 시 소방 본부, 니시무라야마 광역 행정 사무 조합 소방 본부, 히가시네 시 소방 본부, 무라야마 시 소방 본부, 야마가타시 소방 본부 특수 구조대 등이 야마가타 현 소방 광역 지원단으로 출동했으며 야마가타 현 경찰 광역 긴급 원조대도 출동하여 측방 눈보라 속에서도 각 기관이 협력하고 불면 불휴로 구조 활동에 임했다.
다음날 26일 오후부터는 야마가타 현 소방 광역 지원대로 야마가타 현 오키다마 지방의 소방 본부 구조대와 야마가타 현 소방 방재 항공대도 참가하여 야마가타 현 소방 광역 지원대로서 야마가타 현 전체 14소방 본부에서 구조대·구급대가 총동원된 야마가타 현 전역에서 실시된 구조 체제가 실현되었다. 이것은 야마가타 현이 한신·아와지 대지진을 교훈으로 직접 야마가타 현 소방 광역 지원대를 정비하고 있었기 때문이었다. 또한 이 사고에 대해 센다이시 소방국에서 지원 부대가 필요한지의 요청이 있었는데 야마가타 현 광역 소방 지원대에서의 대응 가능 판단으로 사양하여 긴급 소방 원조대 출동도 요청하지 않았다. 또한 야마가타 현 경찰의 요청으로 미야기 현 경찰 광역 긴급 원조대도 출동하여 28일 이후 소방 구조대와 협력하여 수색 활동을 실시했다.

### 그 외
승객으로 함께 승차한 니가타현 미쓰케시 소방 본부의 소방관과 JR동일본 니가타 지사의 직원들이 자신들도 허리와 척추에 전치 몇 개월도 되는 중상을 입으면서도 구조 활동을 실시하고 움직일 수 없는 사람에게 말을 걸어 격려했다.

## 복구 활동과 여파, 그 후의 대책
이 사고로 인해 사카타 - 쓰루오카 구간의 운행이 중단되었다. 이 구간은 일본해 종관선의 일부를 구성하여 침대 특급 '아케보노', '니혼카이', '트왈라잇 익스프레스'가 전 구간 운휴했다. 화물 열차도 일부 구간 운휴나 도호쿠 본선, 도카이도 본선 경유로 수송 루트가 변경되거나 하는 등의 전국적으로 큰 영향이 있었다. 주간 특급 열차, 보통 열차도 일부 구간에서 버스 대행 수송이 실시되었으며 리쿠우사이 선 직통 열차는 해당 노선내에서만 운행되었다.
현장 주변의 눈보라로 피해자 수색과 사고 차량의 철거는 해를 넘긴 2006년 1월 1일까지 지속되었다. 사고 발생 이후 쓰루오카 - 사카타 구간이 막혀 있었지만 그 후 복구 공사가 완료되어 1월 21일 대학 입시 센터 시험도 고려하여 1월 19일부터 운행이 재개되었다. 사고 현장 부근은 45km/h 이하에서의 서행 운행이 계속되고 있었지만 2006년 11월 30일 사고 현장의 안팎 2.3km 구간에 걸친 항구적인 방풍 울타리 설치 공사가 완료되었다. 현재는 평상시대로 운행되고 있다.
기상청은 이 사고를 계기로 일반 기상 레이다를 개조하는 형태로 도플러 레이다 정비 계획을 추진하고 있다. 나리타 국제공항 등 전국 8개 공항과 지바 현 가시와 시에만 설치된 도플러 레이다 운용을 2006년 12월에 니가타 지방 기상대에서 시작하여 2007년 2월에는 센다이 관내 기상대, 나고야 지방 기상대에서도 운용을 개시했다. 몇년간 전국의 기상대에 도플러 레이다를 설치하여 일반 기상 예보에도 활용할 계획이다. 2006년 미야자키현 노베오카시와 홋카이도 사로마 정에서 발생한 태풍 피해로 계획보다 앞당기는 것으로 알려졌다.
이 사고를 계기로 JR동일본은 2006년 2월 1일에 JR동일본 연구 개발 센터 내에 '방재 연구소'를 설립했으며, 이어 2007년 1월 29일에는 아마루메 역 옥상에 1억엔을 들여 JR 그룹에서는 처음(철도 사업자는 처음이다)으로 도플러 레이다(탐지 가능 거리 약 30km)를 설치하고 그 해 3월부터 사용을 시작했다. 이 사고 대책으로 JR동일본이 계상한 대책 비용은 방풍 울타리·도플러 레이다의 설치 공사를 포함하여 100억엔을 넘는다.
또한 이 사고가 돌풍에 의해 빚어진 일이었기에 기상청 기상 연구소는 JR동일본, 철도 종합 기술 연구소 등과 공동으로 2007년 7월부터 3년 계획으로 사고 현장 주변의 쇼나이 지역에서 돌풍 탐지 시스템의 개발을 향한 관측을 실시하고 있다. 이 연구는 상기 아마루메 역의 도플러 레이다와 쇼나이 공항의 도플러 레이다, 그 외 25군데 정도의 지상 기상 관측점 등에서 얻어진 데이터를 해석 및 시뮬레이션하며 돌풍이 발생하는 상세한 메커니즘을 밝히고 현재는 불가능한 돌풍 탐지의 실현을 목표로 하고 장기적으로는 돌풍 탐지 시스템으로서 실용화함으로써 철도의 안전 운행에 기여하는 것을 목적으로 하고 있다. 그 해 12월에는 사카타 시내와 사카타시 앞바다의 일본해 상에서 돌풍의 원인이 되는 구름의 소용돌이가 발생하고 소멸하기까지 이동 경로와 크기, 풍속 변화에 대해 연속해 정밀 관측하는데 성공했다.
이 사고로 JR동일본은 열차 운휴와 관련된 풍속 규제를 강화하여 초속 30m에서 운행이 중단되는 규제치를 초속 25m로 상향했다. 이 규제 강화로 인해 돌풍의 대사고가 일어나기 어려워진 반면 다른 사철 각선보다 기준이 심해지자 JR 노선은 일제히 운휴하고 있음에도 불구하고 다른 사철 각선은 정상 운행하는 상황이 몇번 발생하고 있다. 태풍 멜로르 상륙 당시 수도권의 JR 노선은 거의 모두 운행이 중단된 반면 게이세이 전철 본선·게이힌 급행 전철 본선과 같은 JR 노선과 병행하는 사철 각선은 운행을 계속하는 등 회사에 따라 대응이 분분했다. 그래서 게이힌 급행 전철(게이큐)에서는 대체 수송 수탁의 요코하마 역과 게이큐 쓰루미 역 등의 대상 역에 승객이 쇄도하여 역 구내가 혼잡해져 홈 상에 승객이 넘쳐 위험한 상태가 되었기 때문에 전 노선에서 운행이 중단되었다. 게이큐에서는 그 후에도 열차의 지연이 이어지면서 각 역의 개찰에서 입장 규제가 걸리는 상황이 되었다. 이런 상황은 수도권을 태풍이 통과하고 도쿄 상공에 폭탄 저기압이 발생했을 때 일어나기 쉽다.
사고 차량은 대파되었으며 수사 자료로 경찰에서 증거물의 보전 명령이 내려졌지만 수사 종료에 따른 전체 차량 2007년 3월 31일 폐차되었다. 차량 보충을 위해 아오모리 차량센터에서 니가타 차량센터로 2006년에 동일 차량 4량이 전속했다.
JR 동일본에서는 사고 후 2010년 8월까지만 해도 공식 사이트의 첫 페이지에 '사과'나 '대책 실시 상황'을 공개했다. 현재는 첫 페이지에 '우에츠 본선 열차 사고에 대해' 링크를 두고 있다.
이 사고에 따라 사고 발생 1주일 만인 2006년 1월 1일 실시된 전일본 실업단대 역전 경주 대회(뉴 이어 역전 경주)에 JR동일본 러닝 팀이 출장 예정이었으나 출장에서 사퇴했다.
2006년에 사고 현장에 위령비가 설치되었다.

## 같이 보기
- 아마루베 철교 열차 추락사고